# Christian Ramos
Christian Guillermo Martín Ramos Garagay (* 4. November 1988 in Lima) ist ein peruanischer Fußballspieler. Er nahm an der Fußball-Weltmeisterschaft 2018 in Russland teil.

## Karriere

### Verein
Ramos begann seine fußballerische Laufbahn in den Jugendmannschaften von Sporting Cristal. 2007 rückte er in die erste Mannschaft auf. Nachdem er in seiner ersten Spielzeit im Seniorenbereich nur sporadisch zum Einsatz gekommen war, gelang ihm in der folgenden Saison der Durchbruch als Stammspieler.
Zur Spielzeit 2009 setzte er seine Karriere bei Universidad de San Martín fort. Dort gewann er 2010 die peruanische Meisterschaft.
2011 wurde er vom Alianza Lima engagiert. Mit Alianza erreichte er das Finale um die peruanische Meisterschaft, welches gegen Finalgegner Juan Aurich im entscheidenden dritten Spiel im Elfmeterschießen verloren wurde.
Nachdem ein Wechsel zum portugiesischen Klub Nacional Funchal aufgrund fehlender Dokumente gescheitert war, schloss sich Ramos nach zwei Spielzeiten bei Alianza dem Finalsieger von 2011, Juan Aurich, an. Mit seinem neuen Klub erreichte er das Finale der Saison 2014 gegen seinen früheren Klub Sporting Cristal, verpasste aber erneut den Gewinn der Meisterschaft.
2016 folgte sein erster Wechsel ins Ausland zu dem argentinischen Klub Gimnasia y Esgrima La Plata, bei dem er nur selten zum Einsatz kam. Er wurde deshalb an den ecuadorianischen Klub Club Sport Emelec ausgeliehen. Dort war er auf Anhieb Stammspieler und trug maßgeblich zum Erreichen des Achtelfinales der Copa Libertadores 2017 bei. Trotz guter Leistungen Leistung verließ er den Verein zum Saisonende.
2018 wechselte er ablösefrei nach Mexiko zu CD Veracruz, wo er auf seine Landsleute und Mitspieler in der Nationalmannschaft Pedro Gallese, Carlos Cáceda und Wilder Cartagena traf. Da Veracruz in finanzielle Schwierigkeiten geriet, verließ Ramos den Klub nach kurzer Zeit im gegenseitigen Einvernehmen.
Im Juli 2018 unterschrieb Ramos für die nächsten zwei Spielzeiten bei al-Nasr FC aus der Saudi Professional League mit der Option auf ein drittes Jahr. Anfang März 2019 kehrte er für vier Monate auf Leihbasis nach Peru zu FBC Melgar zurück.
Am 12. Juli 2019 wurde er als ablösefreier Neuzugang bei Universitario de Deportes vorgestellt. In seinem ersten Spiel wurde er nach 34 Minuten vom Platz gestellt. Am 21. Dezember 2019 unterschrieb er beim CD Universidad César Vallejo, nachdem er das Angebot zur Verlängerung seines Vertrags mit Universitario abgelehnt hatte. Es gelang ihm, sich mit seinem Klub für die Copa Libertadores 2021 zu qualifizieren. César Vallejo verlautbarte am 24. November 2021, dass Ramos den Klub verlassen werde.
Am 18. Dezember 2021 gab Alianza Lima die Rückkehr von Ramos zur Spielzeit 2022 offiziell bekannt.

### Nationalmannschaft
Ramos war Kapitän der peruanischen U17-Nationalmannschaft, als das Land 2005 zum ersten Mal Gastgeber der FIFA U-17-Weltmeisterschaft war. 2007 nahm er an der U-20-Südamerikameisterschaft teil.
Am 9. September 2009 debütierte Ramos beim 1:3 gegen Venezuela im Qualifikationsspiel für die Fußball-Weltmeisterschaft 2010 in Südafrika in der peruanischen Nationalmannschaft.
Bei der Copa América 2011 gehörte Ramos dem peruanischen Kader an. Mit dem dritten Platz feierte die peruanische Mannschaft nach dem Gewinn der Copa América 1975 ihren größten Erfolg. Ramos kam in drei Spielen, darunter im Spiel um den dritten Platz gegen Venezuela, zum Einsatz. Vier Jahre später bei der Copa América 2015 wiederholte Peru den Erfolg von 2011, als das Team wieder den dritten Platz belegte. Ramos betritt zwei Spiele, darunter erneut das Spiel um den dritten Platz.
Anlässlich der Copa América Centenario 2016 nominierte ihn Trainer Ricardo Gareca für das peruanische Aufgebot. Ramos wurde in allen vier Spielen des Turniers bis zum Ausscheiden im Viertelfinale gegen Kolumbien eingesetzt.
Als Fünfter der südamerikanischen Qualifikationsgruppe für die Fußball-Weltmeisterschaft 2018 in Russland musste Peru in zwei interkontinentalen Qualifikationsspielen gegen den Sieger der ozeanischen Qualifikation Neuseeland antreten. Nach einem 0:0 im Hinspiel trug Ramos mit seinem Tor zum 2:0-Endstand im Rückspiel vor heimischem Publikum in Lima zur erfolgreichen WM-Qualifikation Perus bei.
Beim WM-Turnier schied Peru nach zwei 0:1-Niederlagen gegen Dänemark und Frankreich sowie einem 2:0-Sieg gegen Australien als Dritter der Gruppe C nach der Gruppenphase aus. Ramos absolvierte alle drei Spiele.
Bei der Copa América 2021 gehörte Ramos ebenfalls dem peruanischen Kader an. Im Laufe des Turniers wurde er in fünf Spielen der Peruaner eingesetzt.

## Erfolge
- Peruanischer Meister: 2010
- Ecuadorianischer Meister: 2017
- Saudi-Arabischer Meister: 2019